# Agnès Blanchot
Agnès Blanchot (Pargny-sur-Saulx, 28 de agosto de 1965) é uma atriz francesa de cinema, teatro e televisão.

## Biografia
Agnès Blanchot é natural de Saint-Amand-Montrond, em Cher.
Ela começou sua carreira no cinema em 1985 na comédia de Gérard Jugnot, Scout toujours.... Ela então atua em thrillers de Georges Lautner (La Maison assassinée e L'Invité surprise).
No início dos anos 2000, ela estrelou a série policial de televisão (Avocats et Associés e La Crim'). Em 2007, ela interpretou a esposa de Jean Dujardin em Contre-Enquête.

## Vida privada
Ela morava com o ator François Pacôme, três meses mais velho que ela, casou-se com ele em 21 de maio de 1994 em Paris para se divorciar dele em 9 de junho de 1998. Ela se casou novamente em 14 de fevereiro de 2000, desta vez com o diretor, roteirista e o produtor Franck Mancuso, de quem também é divorciada.

## Filmografia

### Cinema
| Ano  | Título                 | Diretor                              | Papel                     | Notas          | Fonte(s)          |
| ---- | ---------------------- | ------------------------------------ | ------------------------- | -------------- | ----------------- |
| 1985 | Scout toujours...      | Gérard Jugnot                        | Marie-France de Guillemin |                | [ 6 ] [ 7 ] [ 8 ] |
| 1987 | Fille de rêve          | Christian Le Hémonet                 | a garota dos sonhos       | curta-metragem | [ 6 ] [ 7 ] [ 8 ] |
| 1987 | Funny Boy              | Christian Le Hémonet                 | Pamela                    |                | [ 6 ] [ 7 ] [ 8 ] |
| 1988 | La Petite Amie         | Luc Béraud                           | Agnès, a amante de Martin |                | [ 6 ] [ 7 ] [ 8 ] |
| 1988 | Una donna spezzata     | Marco Leto                           | Paola                     |                | [ 6 ] [ 7 ] [ 8 ] |
| 1988 | La Maison assassinée   | Georges Lautner                      | Rose Pujol                |                | [ 6 ] [ 7 ] [ 8 ] |
| 1989 | L'Invité surprise      | Georges Lautner                      | a loira Georgette         |                | [ 6 ] [ 7 ] [ 8 ] |
| 1990 | Ice-cream et châtiment | Christian Le Hémonet                 | a segunda amante          | curta-metragem | [ 6 ] [ 7 ] [ 8 ] |
| 1993 | Paranoïa               | Frédéric Forestier e Stéphane Gateau | a garota no carro         | curta-metragem | [ 6 ] [ 7 ] [ 8 ] |
| 2007 | Contre-enquête         | Franck Mancuso                       | Claire Malinowski         |                | [ 6 ] [ 7 ] [ 8 ] |
| 2011 | RIF                    | Franck Mancuso                       | Charlène Riback           |                | [ 6 ] [ 7 ] [ 8 ] |

### Televisão
| Ano  | Título                            | Diretor              | Papel                         | Episódio                                            | Notas                    | Fonte(s)     |
| ---- | --------------------------------- | -------------------- | ----------------------------- | --------------------------------------------------- | ------------------------ | ------------ |
| 1988 | Les Cinq Dernières Minutes        | Jean-Pierre Desagnat | Eliet Durieu                  | Mystère et pommes de pin                            |                          | [ 9 ] [ 10 ] |
| 1989 | Les Cinq Dernières Minutes        | Gérard Gozlan        | Agathe di Stephano            | Mort d'orque                                        |                          | [ 9 ] [ 10 ] |
| 1990 | L'Enfant des loups                | Philippe Monnier     | Chrotielde, filha de Caribert |                                                     |                          | [ 9 ] [ 10 ] |
| 1990 | Les Nouveaux Chevaliers du Ciel   | Patrick Jamain       | Alexandra                     | Les Ailes du désert (1/2) e L'Otage du désert (2/2) | Temporada 2 episódios    | [ 9 ] [ 10 ] |
| 1993 | Le Bœuf clandestin                | Lazare Iglesis       |                               |                                                     | telefilme                | [ 9 ] [ 10 ] |
| 1995 | Talk Show                         |                      | Betty                         |                                                     |                          | [ 9 ] [ 10 ] |
| 1996 | Le Crabe sur la banquette arrière | Jean-Pierre Vergne   | Marie                         |                                                     |                          | [ 9 ] [ 10 ] |
| 2004 | Julie Lescaut                     | Luc Goldenberg       | Maryse Curier                 | L'affaire Lerner                                    | episódio 6, temporada 13 | [ 9 ] [ 10 ] |
| 2012 | Commissaire Magellan              | Étienne Dhaene       | Jocelyne                      | Le Manoir maudit                                    |                          | [ 9 ] [ 10 ] |
| 2013 | Lanester                          | Franck Mancuso       | Max Fabrega                   |                                                     |                          | [ 9 ] [ 10 ] |
| 2016 | Section de recherches             | Vincent Giovanni     | Myriam Jacquemain             | Corbeau blanc                                       | S10E08                   | [ 9 ] [ 10 ] |
| 2016 | Le Sang de la vigne               | Franck Mancuso       | Olive Peythard                | Le vin nouveau n'arrivera pas                       | episódio 21              | [ 9 ] [ 10 ] |
| 2018 | Meurtres en Cornouaille           | Franck Mancuso       | Elvire Goadec                 |                                                     |                          | [ 9 ] [ 10 ] |

## Teatro
| Ano  | Título     | Autor            | Diretor        | Notas          | Fonte(s) |
| ---- | ---------- | ---------------- | -------------- | -------------- | -------- |
| 1998 | Obsessions | Patrick Hamilton | Raymond Gérôme | Théâtre Daunou | [ 10 ]   |